# Ассо
Это статья о городе в Италии. Статью о поэте Раймонде Ассо см. Ассо, Раймонд
Ассо (итал. Asso) — город в Италии, расположен в регионе Ломбардия, подчинён административному центру Комо (провинция).
Население составляет 3176 человек, плотность населения составляет 492 чел./км². Занимает площадь 6,46 км². Почтовый индекс — 22033. Телефонный код — 00031.
Покровительницей города почитается святая Аполлония. Праздник города ежегодно празднуется 9 февраля.

## Города-побратимы
- Сен-Пере (Франция, с 2001)